# 申来華
申来華（シン　ライか）は中国当代の実力派画家である。
1955年に桂林に生まれ、厦門工芸美術学院から卒業した。
現在は中国書画家協会理事、一級美術師、桂林市中国画研究会理事を担当している。
申来華は中国画の研究および探索において大きな成果を生み出している。彼の作品は度々日本、台湾、韓国で受賞し、展示されていた。
1995年に「中華炎黄書画芸術大展」に参加してベスト作品賞を受賞した。
2004年に彼の作品である「江堤春景」は中国美術家協会が開催した「杏花村全国テレビ中国画試合」に選べた。
2005年に第四回中国書画芸術華表賞の創作金賞を受賞した。